# Sui Yangdi
Sui Yangdi (zijn persoonlijke naam was Yang Guang) (569 – Jiangdu, 618) was de tweede keizer van de Chinese Sui-dynastie (581-618). Yangdi regeerde van 604 tot 617. Zijn grootschalige bouwprojecten en kostbare militaire campagnes leidden ertoe dat er door het hele land opstanden uitbraken tegen zijn hardvochtige bewind. De opstanden hadden het einde van Yangdi's regime en de Sui-dynastie tot gevolg. Deze werd opgevolgd door de Tang-dynastie (618-907) die China bijna drie eeuwen zou regeren. 

## Achtergrond
Yangdi's vader Wendi (541-604) had China in 589 herenigd door het zuiden te veroveren. Voor het eerst sinds de Han-dynastie (206 v.Chr. - 220 na Chr.) vormde het Chinese rijk weer een eenheid. 
Als prins diende Yangdi in het zuiden van China en hij trouwde ook in een vooraanstaande zuidelijke familie. Hij was een toegewijd boeddhist en was daarnaast geïnteresseerd in het taoïsme en de kunsten. Hij bevorderde confuciaanse studies en stichtte verschillende grote bibliotheken. 

## Regeerperiode
Na de dood van zijn vader kwam Yangdi in 604 aan de macht. Zijn hang naar extravagantie werd al snel duidelijk. Hij gaf bevel om naast Daxingcheng (de Sui-naam voor Chang'an) een tweede hoofdstad in Luoyang te bouwen. Er zouden twee miljoen arbeiders zijn ingezet om de stad, het keizerlijke paleis en een 155 vierkante kilometer groot park met een kunstmatig meer te bouwen. 
De versterking van de Chinese Muur en de uitbreiding van het Keizerskanaal, al in gang gezet door Wendi, vroeg nog grotere offers van de bevolking. Tegen het einde van Yangdi's regeerperiode lag er een 2000 kilometer lang stelsel van waterwegen dat het productieve zuiden verbond met het strategisch gelegen noorden, waar de grenzen verdedigd moesten worden. Vanaf de Yangzi-rivier liep het kanaal naar Luoyang aan de Huanghe en van daar verder naar het noordoosten naar de omgeving van Beijing. Deze kanalen waren essentieel om de pas verworven eenheid van het land te bewaren en de opvolgende Tang-dynastie dankte haar succes in hoge mate aan de inspanningen die onder de Sui waren geleverd. 
Yangdi leidde daarnaast nog in de periode 612-614 drie grote campagnes om het Koreaanse koninkrijk Koguryo te veroveren. Hij slaagde er echter niet in de Koreanen te onderwerpen. Het resultaat van dit alles was dat overal in China opstanden uitbraken tegen zijn veeleisende regime. Yangdi trok zich in 616 terug in Jiangdu aan de Yangzi-rivier en liet het noorden aan de opstandelingen. 
Li Yuan (566-635), een neef van Yangdi en garnizoenscommandant in het noordelijk gelegen Taiyuan, zag zijn kans schoon en bezette de Sui-hoofdstad Chang'an. Li Yuan plaatste Yangdi's zesjarige kleinzoon als marionet op de troon onder de tempelnaam Gongdi. In 618 werd Yangdi na een paleiscoup gewurgd door een van zijn hoffunctionarissen. Li Yuan zette daarop Gongdi af en riep zich uit tot de keizer van een nieuwe dynastie, de Tang. Hij staat bekend onder de naam Gaozu.